# Transatlàntic Andrea Doria
El transatlàntic Andrea Doria (també conegut com a SS Andrea Doria) va ser un vaixell italià de passatgers de 212 m de llargada de la Società di navigazione Italia amb seu a Gènova, Itàlia. Es va enfonsar l'any 1956 i hi moriren 52 persones (51 d'elles immediatament després de l'impacte).
Va rebre el nom del famós almirall del segle xvi Andreu Doria. Aquest vaixell tenia un tonatge brut de 29.100 i una capacitat d'uns 1.200 passatgers i una tripulació de 500 persones. Va ser avarat el 16 de juny de 1951 i el seu primer viatge el va fer el 14 de gener de 1953.
El 25 de juliol de 1956, quan l'Andrea Doria s'aproximava a la costa de Nantucket, Massachusetts, el vaixell suec MS Stockholm va xocar lateralment contra ell. Diversos bots salvavides van quedar espatllats per l'impacte i això va dificultar el salvament dels passatgers encara que el bon disseny del vaixell italià va permetre que surés unes 11 hores després de la col·lisió. L'organització i perícia de la tripulació va evitar que es produís un desastre de les dimensions del Titànic de l'any 1912.
El reporter fotogràfic de Boston Harry Trask, va prendre una sèrie de fotografies del naufragi d l'Andrea Doria abans d'enfonsar-se amb les quals va guanyar un Premi Pulitzer.